# Prionyx reymondi
Prionyx reymondi är en biart som först beskrevs av Roth 1954.  Prionyx reymondi ingår i släktet Prionyx och familjen grävsteklar. Inga underarter finns listade i Catalogue of Life.